# Zriba
Zriba o Ez-Zriba o Ez-Zeriba (àrab: الزريبة, az-Zarība) és un llogaret de Tunísia a la governació de Zaghouan, uns 10 km al sud-est de la ciutat de Zaghouan. Té una població de menys de cent habitants i s'ha despoblat els darrers anys a favor de Hammam Zriba, població nascuda al voltant d'unes termes properes. La mesquita està fora d'ús, però la zàwiya, amb un vell mihrab, s'ha arranjat recentment. Hamman Zriba, amb uns cinc mil habitants, és de fet la capçalera de la delegació, la qual té una població de 20.530 habitants.

## Economia
L'activitat econòmica de la comarca és eminentment agrícola. Uns 4 o 5 km a l'oest de la ciutat hi ha les termes (hammam), anomenades Hammam Zriba, molt concorregudes pel turisme nacional, localitat a la que s'ha desplaçat la població. Hi ha altres termes a la comarca i restes romanes importants.

## Administració
Com a delegació o mutamadiyya, duu el codi geogràfic 16 52 (ISO 3166-2:TN-12) i està dividida en vuit sectors o imades:
- El Jouf Est (16 52 51)
- El Jouf Ouest (16 52 52)
- Ez-Zeriba Hammam Sud (16 52 53)
- Ez-Zriba Hammam Nord (16 52 54)
- Ez-Zeriba Village (16 52 55)
- Bou Achir (16 52 56)
- Jeradou (16 52 57)
- Aïn El Batria (16 52 58)

Al mateix temps, forma una municipalitat o baladiyya (codi geogràfic 16 12).